# 頂東石
頂東石，是臺灣嘉義縣東石鄉的一個傳統地域名稱，也是東石鄉公所所在地，位於該鄉西部。相較於今日行政區，其範圍大致包括東石村、猿樹村不含西半葉北端、塭港村南端、三家村西南部近邊界地帶、永屯村西端。

## 歷史
臺灣日治初期，頂東石地區為一（舊制）街庄，稱為「頂東石庄」，隸屬於大坵田西堡。該庄昔日北隔溪流（今放水路）與塭港庄、型厝藔庄為界，東北及東隔陸地、沙洲及樸仔腳溪（今朴子溪）北分流與三塊厝庄為界，南邊隔樸仔腳溪南分流與為後埔庄、掌潭庄為界，西邊臨臺灣海峽。
1901年（日治明治三十四年）11月，全臺廢縣廳改設二十廳，該庄隸屬於嘉義廳。1903年（明治三十六年）6月，該庄編入「東石港區」，隸屬於嘉義廳。1909年（明治四十二年）10月，合併二十廳為十二廳，東石港區仍隸屬於嘉義廳。1920年（大正九年），全臺地方制度大改正，廢十二廳改設五州二廳，該庄改制為「頂東石」大字，隸屬於臺南州東石郡東石庄（新制街庄）。
戰後東石庄改制為東石鄉，隸屬於臺南縣，大字亦改制為村。1950年10月，雲、嘉、南分治，東石鄉改隸屬嘉義縣。

## 聚落
本地區發展較早的聚落有頂東石（頂寮）、東石港等，在日治期初期的官方地圖上已有記載。

## 交通
省道台61線又稱「西部濱海快速公路」，目前通車路段北起新北市八里區臺北港，南至臺南市七股區九塊厝，經過本地區東南角。本地區北上可經由縣道166號、東石一交流道進入台61線北上車道；南下可經由縣道168號暨省道台82線、東石二交流道進入台61線南下車道；由此等可快速前往台灣西部沿海各地。
省道台82線又稱「東西向快速公路－東石嘉義線」。
縣道166號是東石鄉東石市區至梅山鄉瑞里的道路。
縣道168號又稱「嘉朴公路」，是東石鄉東石市區至水上鄉中庄的道路，本地區路段與省道台82線共線。
鄉道嘉1線是型厝寮至東石港的道路。
鄉道嘉9線是舊庄至東石的道路。

## 學校
- 東石國小

## 公務機構
- 東石鄉公所
- 東石鄉鄉民代表會
- 東石鄉衛生所
- 朴子分局東石分駐所
- 東石消防分隊
- 朴子戶政事務所東石辦公室

## 產業
- 東石漁港

## 景點
- 東石漁人碼頭

## 廟宇
- 先天宮